# San Giuseppe Cottolengo
San Giuseppe Cottolengo é uma igreja de Roma localizada na Viale di Valle Aurelia, 62, no bairro de Valle Aurelia do quartiere Aurelio. É dedicada ao fundador da Piccola Casa della Divina Provvidenza, São Giuseppe Benedetto Cottolengo.

## História
Esta igreja é sede de uma paróquia instituída em 10 de dezembro de 1962 pelo cardeal-vigário Clemente Micara, que reconheceu uma presença no Valle Aurelia das Filhas de Santa Maria da Divina Providência iniciada em 1905 por dom Luigi Guanella, dos Servos da Caridade. Depois da morte de Guanella, em 1912, foi construída a pequena igreja de Santa Maria della Provvidenza a Valle Aurelia, consagrada em 1921. A nova igrejafoi projetado pelo arquiteto Franco Ceschi e inaugurado pelo cardeal-vigário Ugo Poletti em 30 de abril de 1979. Até 31 de agosto de 2006 ela foi gerida pelos Servos da Caridade, quando passou então para o clero da Diocese de Roma. 
Antes da construção da igreja, a paróquia utilizava um galpão no número 93 da mesma rua e também a antiga igreja.

## Descrição
A igreja é parte de um edifício maior que abriga também os escritórios da paróquia, acomodações para os clérigos e instalações de cunho social. O terreno se inclina para baixo da esquerda para a direita, o que foi aproveitado para construir também uma cripta. Carpaneto descreve o exterior da igreja "como uma grande cruz dentro de um vale". No interior se conservam importantes obras de arte de artistas italianos do século XX, entre as quais um baixo-relevo de "São Giuseppe Benedetto Cottolengo" do escultor Silvio Olivo e o conjunto da Via Crúcis em terracota, obra de Tino Perrotta, no qual o artista se preocupou em evidenciar sobretudo os aspectos psicológicos dos personagens; Simão Cirineu é representado com o semblante do papa São João Paulo II.